# SMS Zenta
SMS Zenta bio je laka krstarica izgrađena za Austro-ugarsku ratnu mornaricu i vodeći brod svoje klase nazvan po gradu Senti. Njegovi bratski brodovi bili su SMS Aspern i SMS Szigetvár. Zenta je originalno zamišljena za razmještanje u stranim kružnim putovanjima, primarno za pokazivanje zastave u inozemstvu usprkos tomu što Carevina Austro-Ugarska nije imala velike kolonijalne ambicije.

## Povijest službe

### Kružno putovanje na Daleki istok
Nakon gradnje tijekom 1898. – 1899. godine brod je napustio Pulu u studenome 1899. radi kružnoga putovanja do Azije preko Port Saida, Sueza, Adena i Colomba. Doplovio je do Singapura u siječnju 1900. godine gdje je ostao 14 dana, a zatim je nastavio plovidbu do Hong Konga, Macaua i dalje do Šangaja. Odande je krenuo prema Japanu, posjetivši Nagasaki, Kagošimu, i Sasebo.

### Bokserski ustanak
Vijesti su dosegle Austro-Ugarsku o tome da Bokserski ustanak u Kini brzo postaje sve teži. Zenta je pozvana radi ispomoći u evakuaciji međunarodnoga diplomatskog osoblja, ali i austrougarske delegacije. Sedamdeset i pet članova njezine posade pripojeno je opskrbnoj ekspediciji koju je predvodio admiral Seymour, a koja je krenula prema Tientsinu.
Zenti se pridružila oklopna krstarica SMS Kaiserin und Königin Maria Theresia, pa je 160 mornara s obaju brodova (i dvama kopnenim topovima) pomagalo njemačkih mornarima u napadu na tvrđave Taku. Kapitän von Thomann, zapovjedni časnik Zente poginuo je u toj akciji.
U angažmanu u Kini ukupno poginuli su: kapetan, 2 časnika i 4 mornara. Za junaštvo u ovoj ekspediciji odlikovani su Juraj Uršić iz Selaca, Petar Fantov iz Tijesna, Nikola Hranueli iz Postira, Juraj Petrovac iz Jelse i posmrtno Josip Badurina Jerić iz Luna.

### Južnoameričko kružno putovanje
Brod se vratio kući u prosincu 1901. godine i stavljen je u pričuvu sve do listopada 1902. godine kada je poslan na još jednu stranu turu do Cape Towna. Odande je isplovio za Južnu Ameriku do Montevidea i potom do Buenos Airesa kamo je stigao u svibnju 1903. godine. Odande je otplovio do Rio de Janeira kamo je stigao u lipnju prije nego što je započeo povratak preko Atlantika, posjetivši među ostalima luke Funchal, Cadiz, Tangier, Malagu, Tunis i Krf, vrativši se naposljetku kući u Trst. Tamo je stavljen u pričuvu gdje je sudjelovao u godišnjim mornaričkim vježbama sve do izbijanja Prvoga svjetskog rata.

### Prvi svjetski rat
16. kolovoza 1914. združena anglo-francuska flota pod zapovjedništvom admirala Augusta Bouéa de Lapeyrera započela je mesti Jadransko more. Zenta se nalazila u pratnji razarača koji je blokirao crnogorsku obalu. U zamku su ju uhvatile sedamnaest francuskih i britanskih mornaričkih jedinica sastavljenih od bojnih brodova i oklopnih krstarica koje su priječile joj pobjeći na sjever. Nakon što je razarač SMS Ulan uspio uzmaknuti, potopljena je topovskom paljbom tijekom pomorske bitke uz obalu Bara pri čemu je živote izgubilo 179 osoba. Zenta nije imala nikakve izglede. Bila je sama protiv cijele flote, a k tome njeni topovi kalibra 120 mm bili su kraćeg dometa od neprijateljskih. Preživjeli zapovjednik Paul Pachner, časnici i posada doplivali su do obale gdje su internirani sve do 1916. godine (anglo-francuska flota nije pokušala spasiti nikoga preživjelog).
Popis zarobljenika objavila je Smotra dalmatinska u broju od 21. studenog 1914. godine, a zarobljenih časnika zadarski Narodni list. Popis poginulih nikad nije objavljen. Zarobljenici su bili smješteni u Danilovgrad. Zarobljenici su bili Hrvati iz južnih hrvatskih gradova i otoka te dvojica Crnogoraca iz Boke kotorske.

## Počasti
Prema istraživanjima splitskog toponomastičara i povjesničara Perislava Petrića, splitska uvala Zenta ime je dobila u spomen na poginule junake s ovog broda. Pretpostavlja da je prvotno ime dobio greben - istaknutu sika u uvali Kalafatiću, a poslije je dobila cijela uvala. Drugi izvori navode da je ovaj brod prije ove bitke dugo vremena bio usidren u ovoj uvali.

## Nalaz
Ostatci broda dugo su vremena ležali na morskom dnu na nepoznatom mjestu. Otkrili su ih ronioci 87 godina poslije.

## Više informacija
- jadransko bojište u Prvom svjetskom ratu
- pomorska bitka kod Bara 16. kolovoza 1914.
- Paul Pachner

## Vanjske poveznice
- Povijest krstarice Zente uključujući nacrte i fotografije
- SMS Zenta na modellversium.de (njem.)
- Forum na maketarstvu, sadrži mnoštvo korisnih informacija
- Slike olupine